# Convento di San Francesco (Pitigliano)
Il convento di San Francesco è un edificio situato a Pitigliano. La sua ubicazione è fuori delle mura, sul Poggio Strozzoni, alcune centinaia di metri a nord del centro storico, in posizione prossima alla chiesa di San Francesco, che costituiva l'edificio religioso del complesso conventuale. Il convento si trova al km 1 della strada provinciale pitiglianese, che costituisce il prolungamento di viale San Francesco.

## Storia
Il convento fu costruito agli inizi del Cinquecento su progetto di Antonio da Sangallo il Giovane, che proprio negli stessi anni elaborò anche il progetto della chiesa di San Francesco. All'architetto fiorentino fu affidato l'incarico di direttore dei lavori da Ludovico Orsini, che in quegli anni era a capo della Contea di Pitigliano.
La realizzazione di questo nuovo convento fu voluta dal conte per trovare una sistemazione più soddisfacente per i frati francescani, dopo che si erano stanziati presso il più piccolo santuario della Madonna delle Grazie, a seguito del trasferimento dalla loro originaria sede nell'area di palazzo Orsini, che fu lasciata per consentire l'ampliamento e la fortificazione della residenza degli Orsini.
La struttura conventuale, che fu risparmiata dall'incendio che nel 1911, interessò la vicina chiesa, rimase inattiva per un lunghissimo periodo di tempo, venendo in seguito abbandonata e trasformata in un complesso abitativo rurale.

## Descrizione
Il convento di San Francesco era ubicato all'interno di un complesso rurale, in cui si possono leggere vari elementi riconducibili alle originarie funzioni religiose.
Il fabbricato si presenta imponente, disposto su due livelli, con alcuni elementi stilistici tipici dell'architettura cinquecentesca, tra i quali spicca su tutti il caratteristico chiostro di forma quadrangolare, delimitato lateralmente da una serie di colonne munite di capitello sommitale, su cui trova appoggio una serie continua di archi semicircolari, che si caratterizzano per l'armonia delle proporzioni. La serie di arcate poggianti su colonne danno appoggio su due lati alle pareti del fabbricato che si vanno ad addossare al chiostro.
Le celle dei frati si trovavano sui due livelli attualmente adibiti ad abitazione privata e completamente modificati nell'originaria struttura che caratterizzava il convento.